# 男才女貌 (泰国电视剧)
《男才女貌》（羅馬化：Khu Phra Khu Nang）是由通猜·普拉松桑提及塔查朋·苏帕斯里（Tatchapong Supasri）执导，吉查功·甘诺通（Tongtong）、娜查芃·欧萨瓦（Paifah）主演的一部泰国古装爱情剧，原定于2023年播出，后于2024年2月22日起每周三至周四晚上8时30分通过One 31播出。

## 剧情简介
讲述了Son对Likay一见钟情的故事。

## 演员阵容

### 主要演员
- 吉查功·甘诺通（Tongtong）饰演 Likay
- 娜查芃·欧萨瓦（Paifah）饰演 Son

### 其他演员
- 普塔内·宏玛诺博（英语：Phutanate Hongmanop）（Captain）饰演 Phraya Phithakbanleng
- 拉皮帕特·埃克潘库（Nam）饰演 Phraya Bamroerachsamran
- 纳特·提恩平姆（Natthew）饰演 Baworn
- 阿梅娜·芘妮（Mo）饰演 Ratri
- Atirutt Singhaaumpol（Nutt）饰演 Jom
- Tatiya Sonsagun（Orly）饰演 Isun
- Thanadech O-phatthanyakorn（Toto）饰演 Phanom
- 阿澈芮雅·普提皮皮塔纳功（Prim）饰演
- 比吉卡·吉塔弗塔（Lookwa）饰演 Soi
- Nut Phakhanat 饰演 Bua
- 戈辛·拉查克罗姆（Go）

### 客串演员
- Kluay Chernyim
- 阿提瓦·舍霖翁·那·阿育塔亚（Ton）
- Rong Kaomulkadee
- Aumpa Phusit（Aew）
- Joy Chuancheun

## 制作
为了更好的演绎角色，吉查功·甘诺通（Tongtong）以及娜查芃·欧萨瓦（Paifah）参加歌唱和舞蹈课程。